# 傑夫·吉斯利
傑夫·吉斯利（英語：Geoff Keighley，1978年6月24日—），是一位加拿大人，從事電子遊戲新聞工作和電視節目主持人。傑夫參與過多届的斯派克電子遊戲大獎，直到2013年的最後一次颁奖并且停办后，傑夫于2014年另行建立了遊戲大獎。

## 外部連結
- 官方網站 （页面存档备份，存于）
- 傑夫·吉斯利在互联网电影资料库（IMDb）上的資料（英文）